# Coat-Méal
Coat-Méal [kwat meal] (en breton : Koz-Meal) est une commune du département du Finistère, dans la région Bretagne, en France.

## Géographie

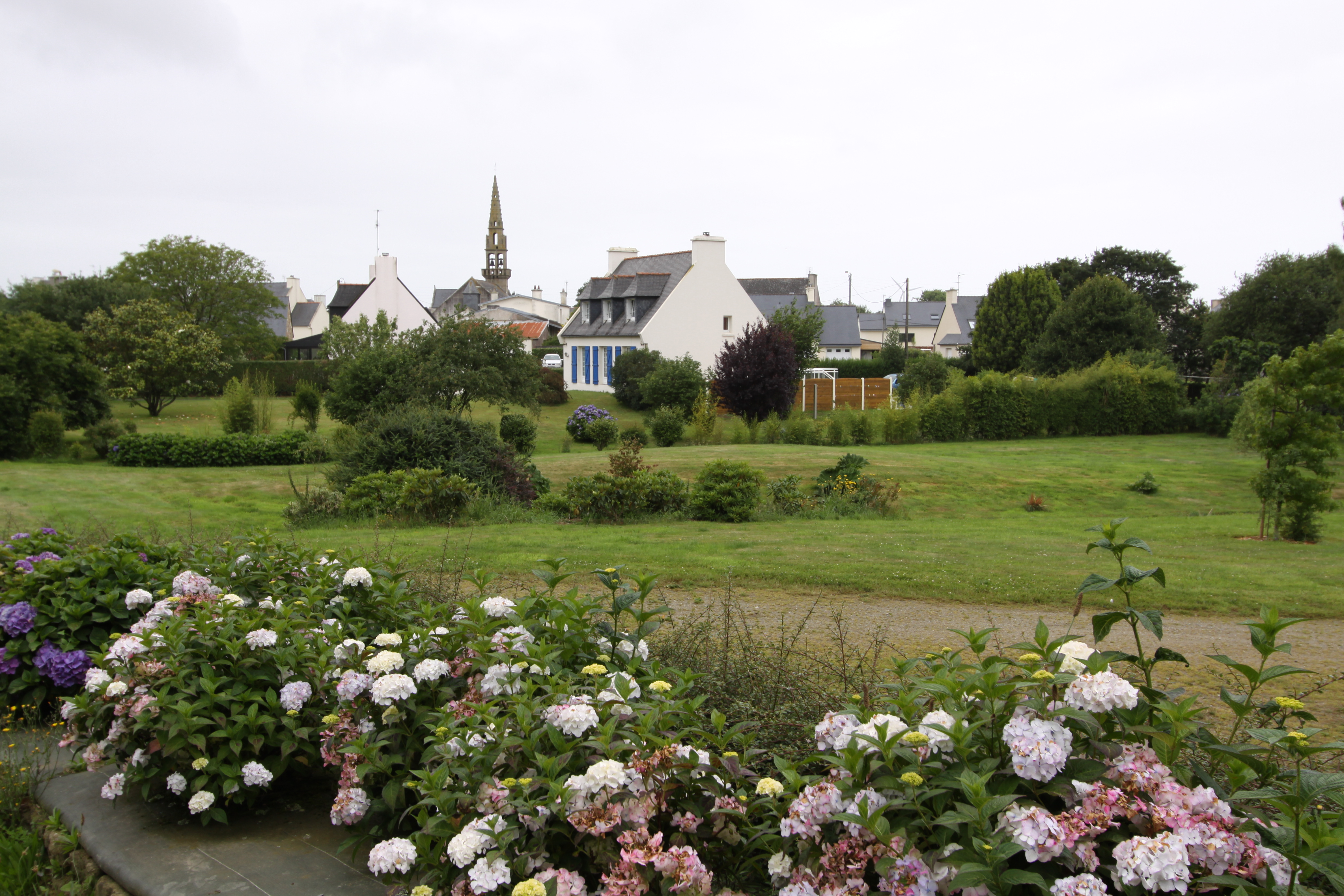
Le bourg de Coat-Méal vu de la campagne proche.

Coat-Méal est une commune du Léon, située au nord de Brest et au sud de l'Aber Benoît, proche de la mer d'Iroise.
Elle est située à 15 km au nord de Brest et limitrophe de Bourg-Blanc à l'est, de Plouvien au nord-est, de Tréglonou au nord, de Plouguin à l'ouest et de Milizac-Guipronvel à l'ouest et au sud.
| Plouguin   | Tréglonou | Plouvien    |
|            | Coat-Méal | Bourg-Blanc |
| Guipronvel | Milizac   |             |

### Climat
Pour des articles plus généraux, voir Climat de la Bretagne et Climat du Finistère.
En 2010, le climat de la commune est de type climat océanique franc, selon une étude du CNRS s'appuyant sur une série de données couvrant la période 1971-2000. En 2020, Météo-France publie une typologie des climats de la France métropolitaine dans laquelle la commune est exposée à un climat océanique et est dans la région climatique  Finistère nord, caractérisée par une pluviométrie élevée, des températures douces en hiver (6 °C), fraîches en été et des vents forts. Parallèlement l'observatoire de l'environnement en Bretagne publie en 2020 un zonage climatique de la région Bretagne, s'appuyant sur des données de Météo-France de 2009. La commune est, selon ce zonage, dans la zone « Monts d'Arrée », avec des hivers froids, peu de chaleurs et de fortes pluies.  
Pour la période 1971-2000, la température annuelle moyenne est de 11,8 °C, avec  une amplitude thermique annuelle de 9,4 °C. Le cumul annuel moyen de précipitations est de 1 040 mm, avec 16,1 jours de précipitations en janvier et 7,7 jours en juillet. Pour la période 1991-2020, la température moyenne annuelle observée sur la station météorologique la plus proche, située sur la commune de Ploudalmézeau à 9 km à vol d'oiseau, est de 12,1 °C et le cumul annuel moyen de précipitations est de 997,1 mm,. Pour l'avenir, les paramètres climatiques de la commune estimés pour 2050 selon différents scénarios d’émission de gaz à effet de serre sont consultables sur un site dédié publié par Météo-France en novembre 2022.

## Urbanisme

### Typologie
Au 1er janvier 2024, Coat-Méal est catégorisée bourg rural, selon la nouvelle grille communale de densité à 7 niveaux définie par l'Insee en 2022.
Elle est située hors unité urbaine. Par ailleurs la commune fait partie de l'aire d'attraction de Brest, dont elle est une commune de la couronne,. Cette aire, qui regroupe 68 communes, est catégorisée dans les aires de 200 000 à moins de 700 000 habitants,.

### Occupation des sols

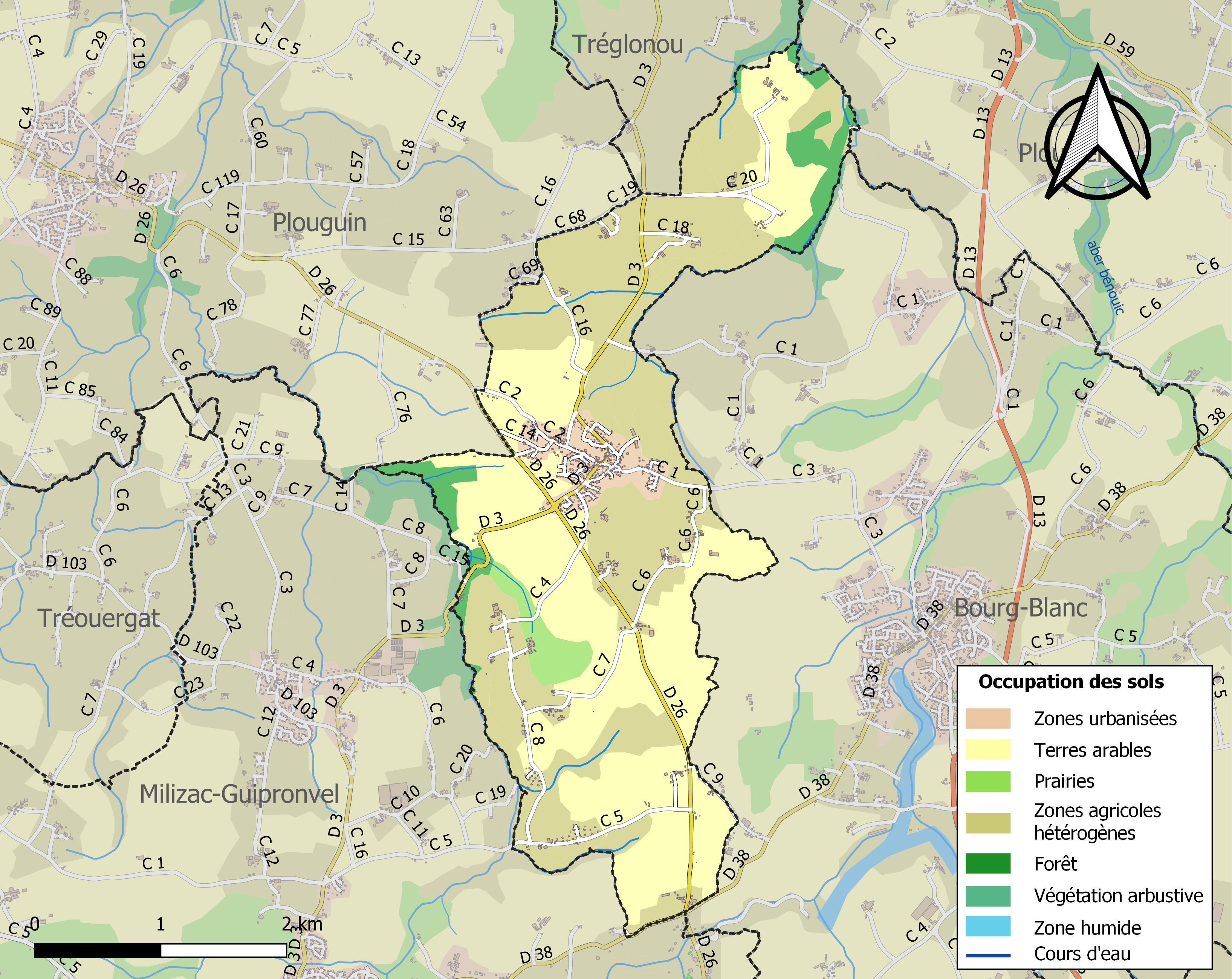
Carte des infrastructures et de l'occupation des sols de la commune en 2018 (CLC).

L'occupation des sols de la commune, telle qu'elle ressort de la base de données européenne d’occupation biophysique des sols Corine Land Cover (CLC), est marquée par l'importance des territoires agricoles (90,1 % en 2018), en diminution par rapport à 1990 (91,4 %). La répartition détaillée en 2018 est la suivante : 
zones agricoles hétérogènes (45,6 %), terres arables (42 %), forêts (5,1 %), zones urbanisées (4,9 %), prairies (2,5 %).
L'IGN met par ailleurs à disposition un outil en ligne permettant de comparer l’évolution dans le temps de l’occupation des sols de la commune (ou de territoires à des échelles différentes). Plusieurs époques sont accessibles sous forme de cartes ou photos aériennes : la carte de Cassini (XVIIIe siècle), la carte d'état-major (1820-1866) et la période actuelle (1950 à aujourd'hui).

## Toponymie
Le nom de la localité est attesté sous les formes Coetmael, Coat Meal en 1173.
Les formes anciennes nous informent bien sur la signification de ce toponyme avec Coat (« bois » en breton) et mael (« noble homme ») qui pourrait être un « bois du Prince » . Mael, prénom breton ayant retrouvé une certaine notoriété, signifiant « Prince, Homme noble »[réf. nécessaire]. Une autre forme ancienne est Coz-Mael avec Coz ("vieux-vieille" en breton) et Mael ce qui pourrait donc signifier: la Vieille seigneurie. La forme ancienne du gentilé des habitants Cozméalis semble corroborer cette appellation.

## Histoire

### Préhistoire et Antiquité
On retrouve des traces très anciennes d'occupation humaine à Coat Méal. Au début du XXe siècle, dans un champ du hameau de Lesvern, il y avait un magnifique tumulus ayant plusieurs galeries dans lequel ont été retrouvés cinq vases romains de terre cuite et de nombreuses pièces métalliques. Ce tumulus a été arasé et les trésors dispersés.
Un peu plus au sud, sur la hauteur, se trouve le château de Castel Huel posé sur une motte ovale de cinquante mètres par quarante mètres qui domine le bourg actuel de onze mètres. Des fouilles ont permis de découvrir des murs en moellons disposés en lignes régulières et réunis par un mortier jaunâtre ayant toutes les apparences du ciment romain. Dans la partie Est on a trouvé des pierres calcinées et du charbon, laissant croire à la présence possible d'une forge rudimentaire. On a aussi retrouvé une meule romaine et une allée pavée de 142 m de long et 2,50 m de large.

### Moyen Âge
Un aveu de 1467 donne à l'église de Coat-Méal le titre d'église pastorale et priorale des sires de Léon. Coat-Méal était en effet une vicomté et un des trois membres de la principauté de Léon ; elle avait une juridiction dont les plaids se tenaient, dès 1488, au manoir de Locmajean, en Plouguin. Coat-Méal aurait été un prieuré donné par Guyomarch IV de Léon à l'abbaye Notre-Dame de Daoulas, puis le siège d'une vicomté] qui fut érigée en 1572 en principauté sous le nom de Léon, pour la Maison de Rohan, titre aujourd'hui porté dans la Maison de Rohan-Chabot, par les fils aînés des ducs de Rohan.

### Époque moderne
Aux XVIe siècle et XVIIe siècle, la châtellenie (parfois dénommée vicomté) de Coat-Méal s'étendait sur six paroisses : Coat-Méal (en totalité), la majeure partie de Landunvez et de Plouguin et une petite partie de Porspoder, Plourin et Tréglonou ; la juridiction de cette châtellenie s'exerçait au bourg même de Coat-Méal. La paroisse de Coat-Méal, très petite, était alors totalement enclavée dans celle de Plouguin.
En 1759, une ordonnance de Louis XV ordonne à la paroisse de Coatméal [Coat-Méal] de fournir 3 hommes et de payer 19 livres pour « la dépense annuelle de la garde-côte de Bretagne ».

### LeXIXesiècle
Le 2 avril 1830 le conseil municipal de Coat-Méal et son maire, Yves Arzur, signèrent une pétition demandant l'annexion par leur commune, dont la superficie était toute petite, d'une partie du territoire de la commune voisine de Plouguin peuplée d'environ 500 habitants, plus proche du bourg de Coat-Méal que de celui de Plouguin. Cette annexion est décidée par la loi du 24 juillet 1875.

#### Coat-Méal décrit en 1889
Benjamin Girard écrit ainsi Coat-Méal en 1889 :

« Coat-Méal, naguère une des plus petites communes du Finistère, avec une superficie de 43 hectares, a été récemment agrandie par l'annexion d'une des sections voisines de la commune de Plouguin. Le bourg a une population de 205 habitants. L'église paroissiale est un édifice des XIIIe siècle et XIVe siècle, à l'exception du clocher qui date de 1770. (...). »

### LeXXesiècle

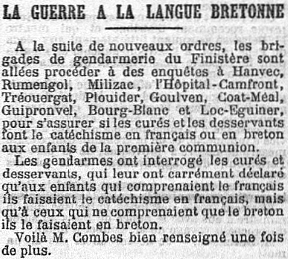
La lutte contre l'emploi de la langue bretonne par le clergé (journal La Croix du 25 novembre 1903).

Le comte de Blois, maire de Coat-Méal et conseiller général , fit partie des onze maires qui adressèrent en octobre 1902 une protestation au préfet du Finistère à propos de la circulaire interdisant l'usage de la langue bretonne dans les églises.

## Économie

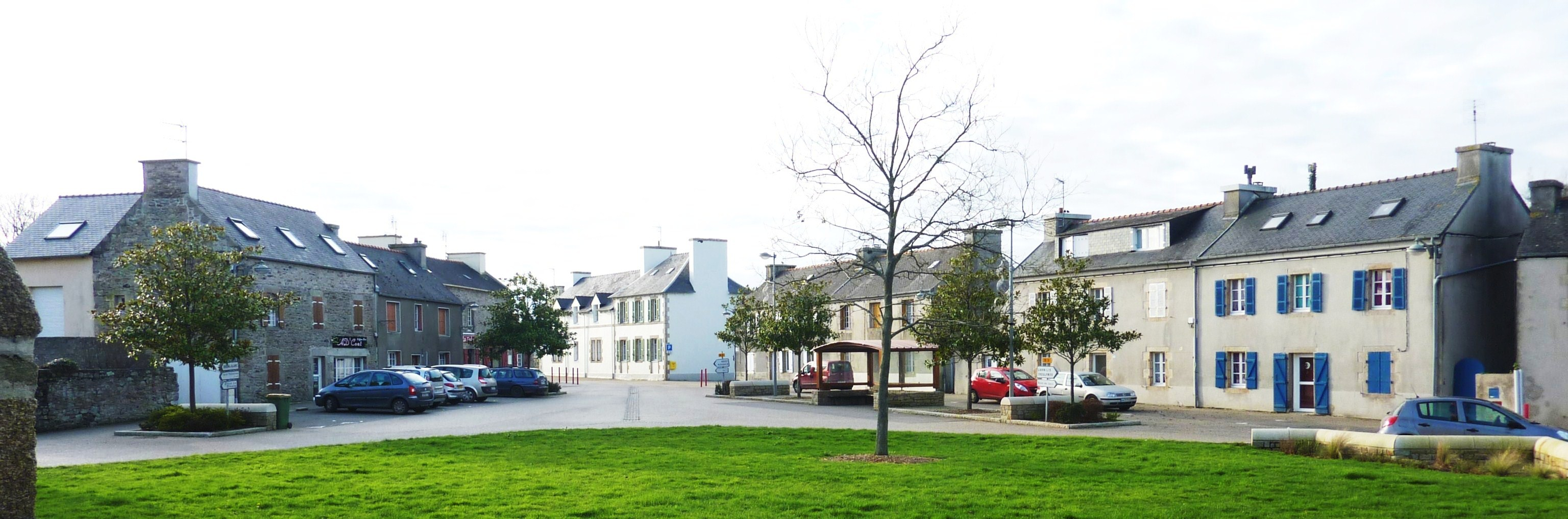
Le bourg, vu de la place de l'église.

## Politique et administration
| Période      | Période   | Identité                                      | Étiquette | Qualité                                     |
| ------------ | --------- | --------------------------------------------- | --------- | ------------------------------------------- |
| 1945         | 1978      | Gabriel de Poulpiquet                         | Gaulliste | Militaire et agriculteur Député (1958-1978) |
| mars 2001    | mars 2014 | Marie-Louise Jaouen (2 mandats)               |           | Agricultrice                                |
| mars 2014    | juin 2021 | Yann Le Louarn Réélu pour le mandat 2020-2026 | DVD       | Professeur                                  |
| juillet 2021 | En cours  | Martial Clavier                               |           |                                             |

## Lieux et monuments
- L'enclos paroissial :
  - L'église paroissiale Notre-Dame-des-Sept-Douleurs : ancien prieuré et chapelle des ducs de Rohan, elle devint église paroissiale à la fin du XVIIIe siècle. Le porche ouest remonte au XIVe siècle. Le porche sud, voûté en ogive, est un travail du XIe siècle exécuté en pierres taillées en croûte de Kersanton, offre un contraste entre les statues noires du Christ et des apôtres et la couleur rougeâtre des murs et des socles. Notre-Dame-des-Sept-Douleurs est considérée comme la patronne de la paroisse, d'où la statue de la Mater Dolorosa en chêne et datant du XVIe siècle qui se trouve à l'intérieur, ainsi que plusieurs statues de la Vierge Marie en pierre de kersanton. Le porche est inscrit monument historique par arrêté du 5 mai 1937.
  - Le monument aux morts avec la vigne grimpante (ou plutôt du lierre) sculptée sur son fût. Il porte les noms de 30 personnes mortes pour la France dont 18 pendant la Première Guerre mondiale, 8 pendant la Seconde Guerre mondiale, 3 pendant la guerre d'Indochine et 1 pendant la guerre d'Algérie[22].

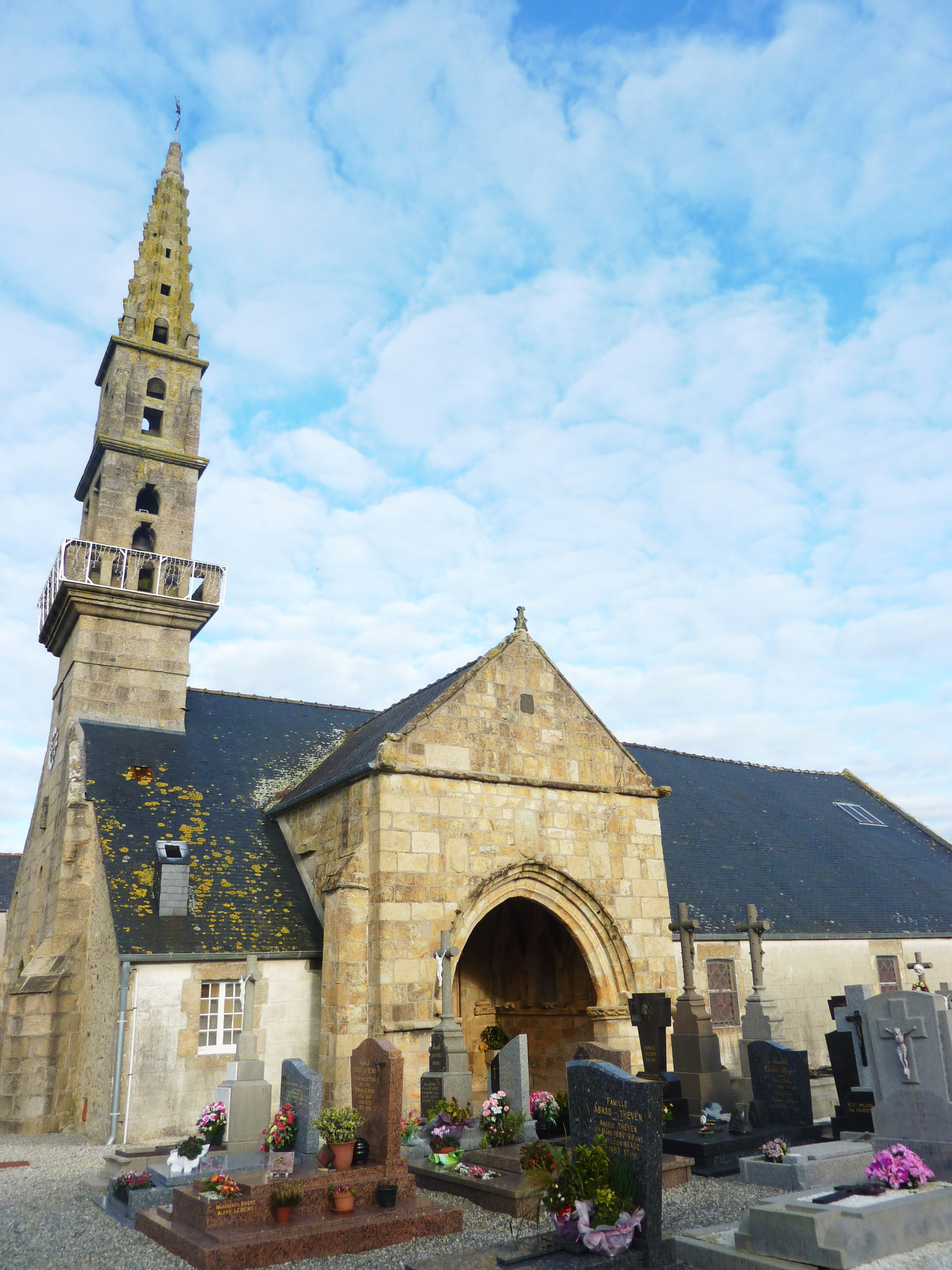
Coat-Méal : l'église paroissiale Notre-Dame-des-Sept-Douleurs 1.
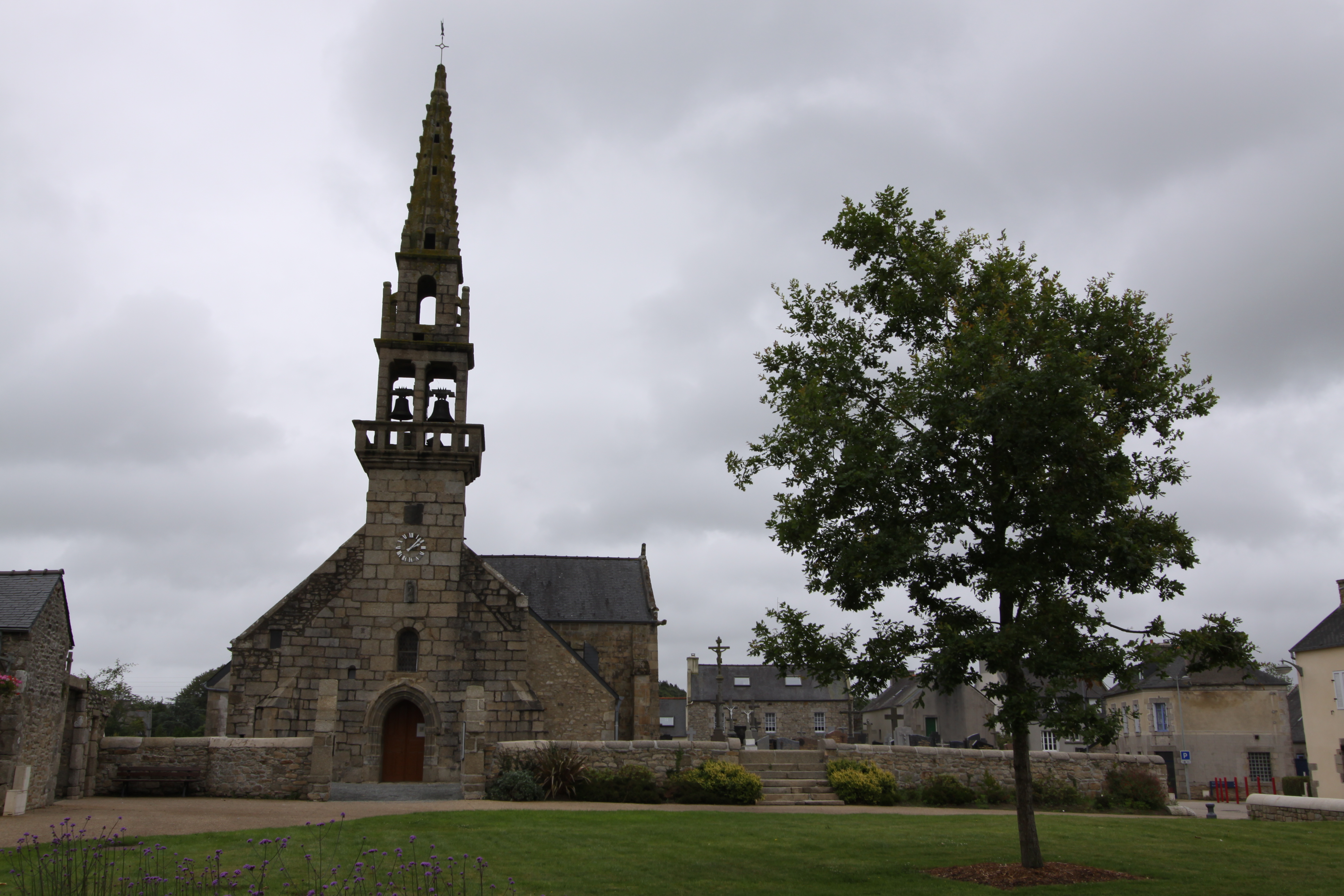
Coat-Méal : l'église paroissiale Notre-Dame-des-Sept-Douleurs 2.
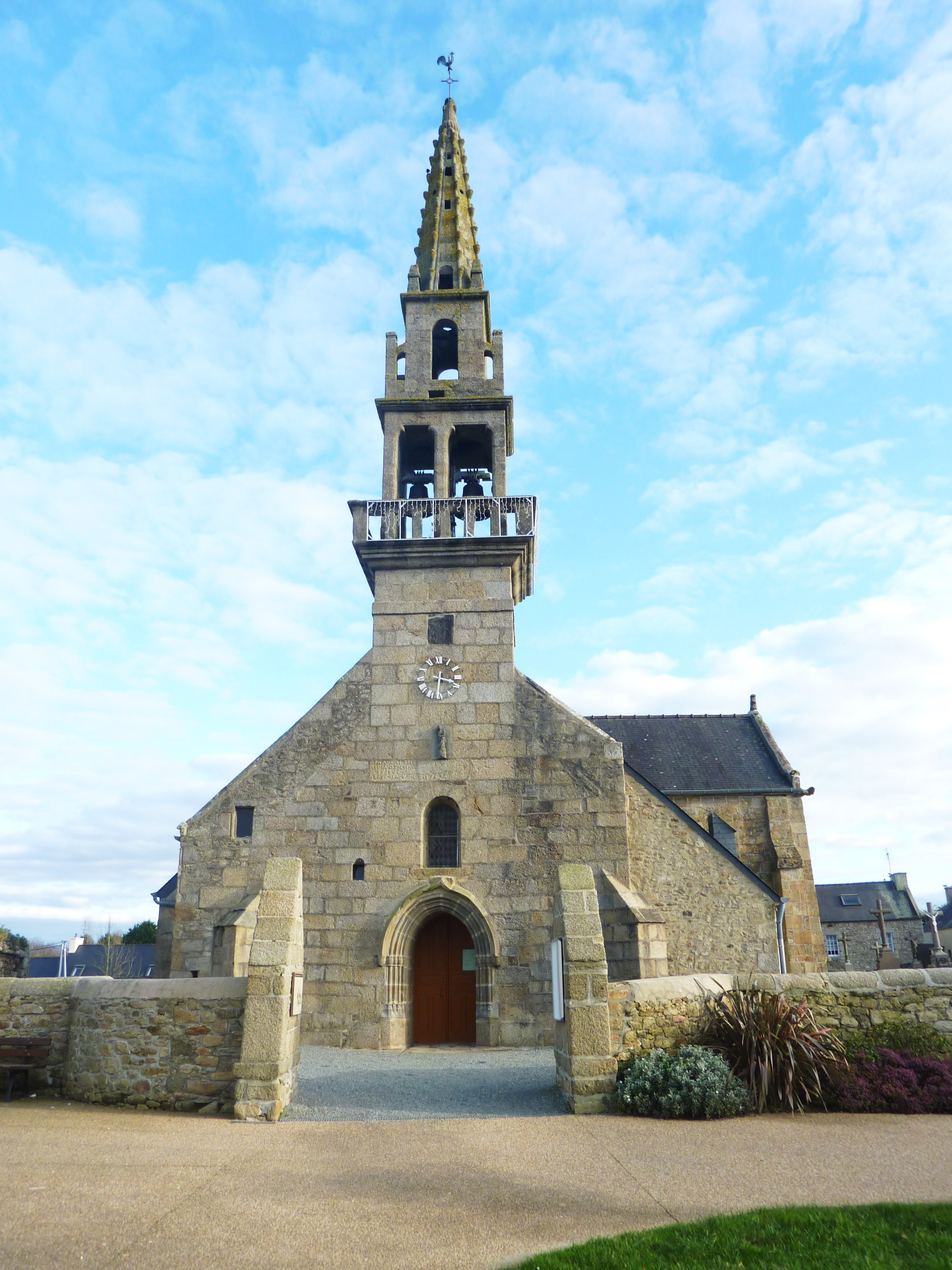
Coat-Méal : la façade de l'église paroissiale Notre-Dame-des-Sept-Douleurs.
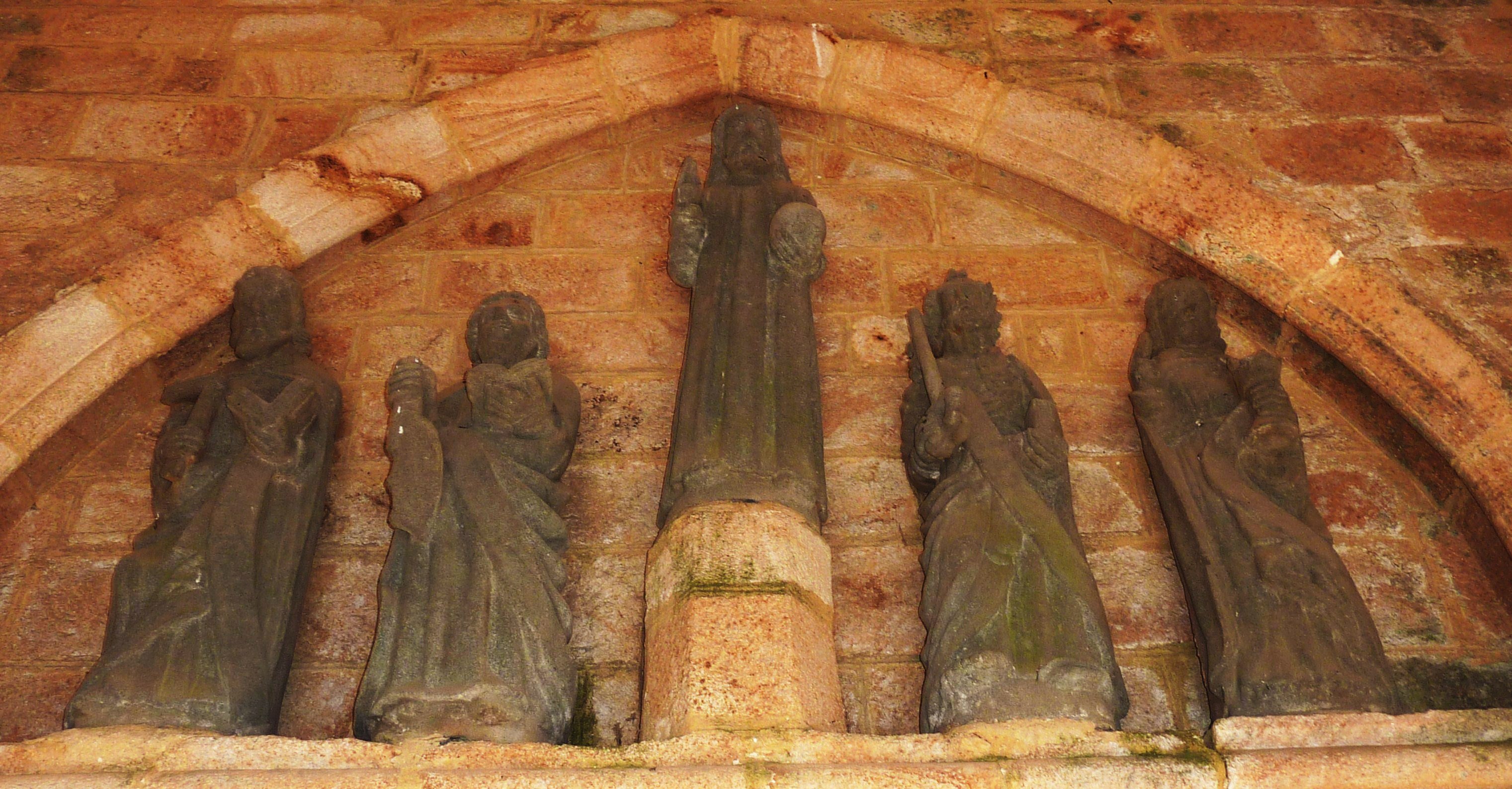
Coat-Méal : église paroissiale Notre-Dame-des-Sept-Douleurs, porche, statues 1.
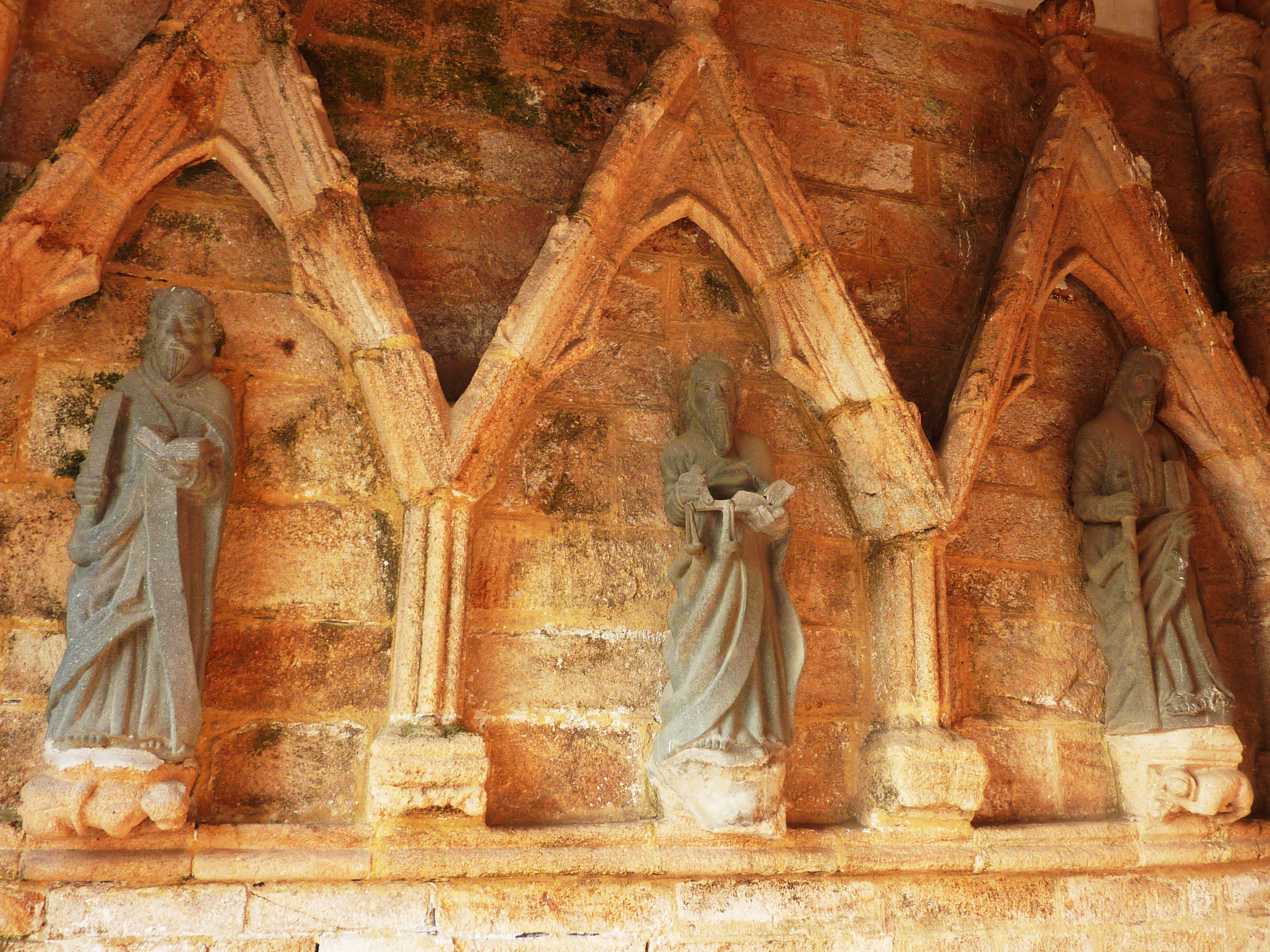
Coat-Méal : église Notre-Dame-des-Sept-Douleurs, trois apôtres du porche.
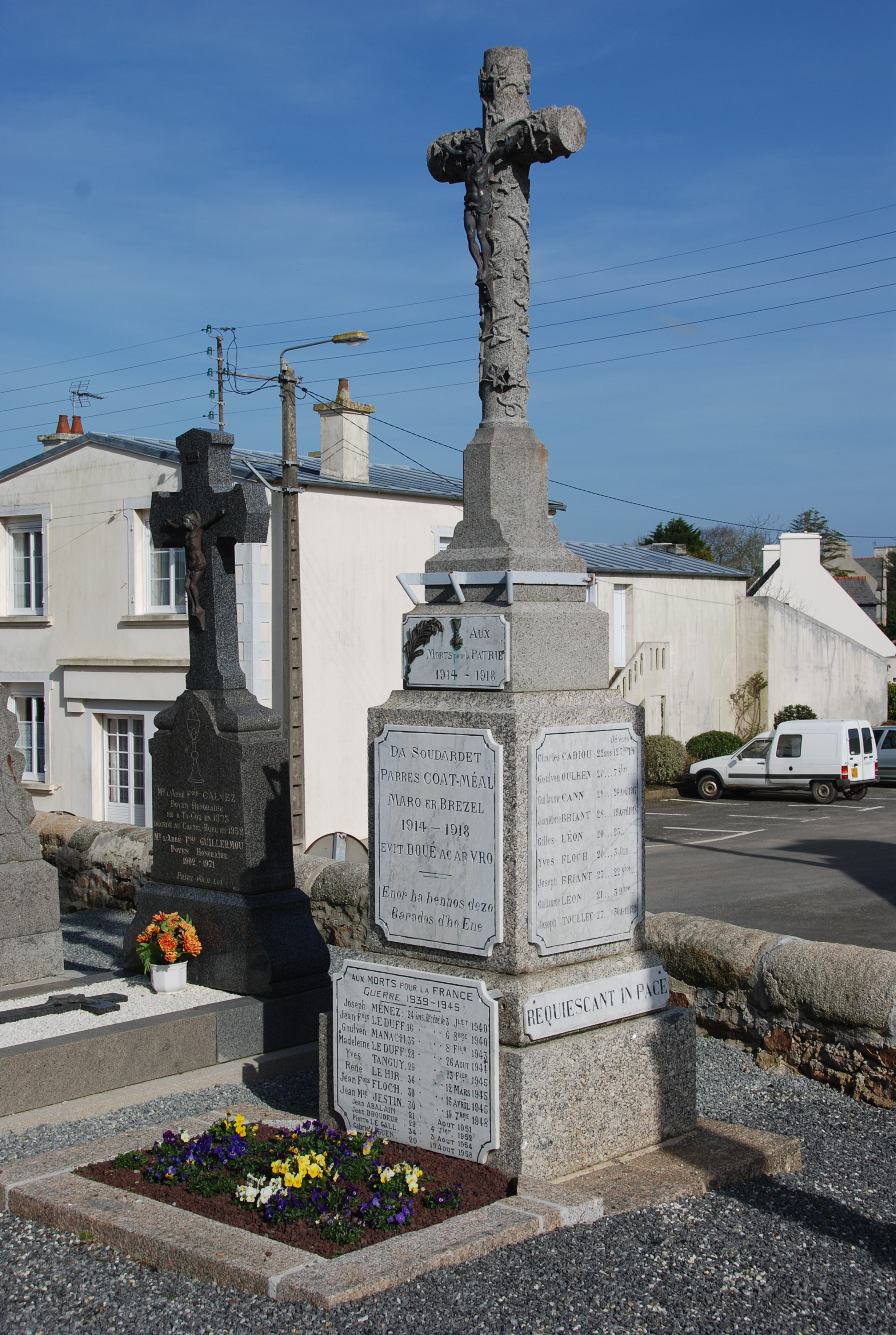
Coat-Méal : le monument aux morts 1.
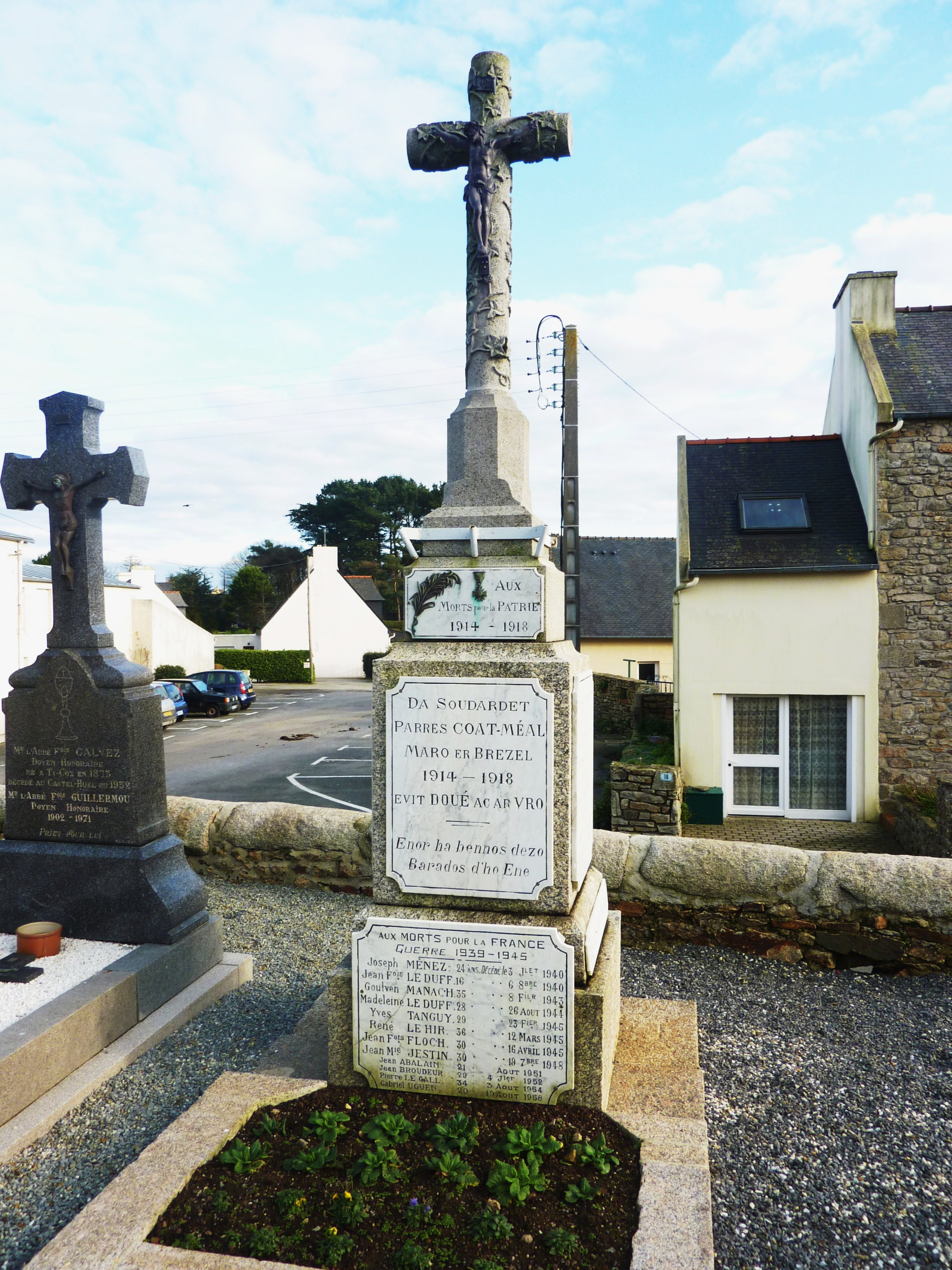
Coat-Méal : le monument aux morts 2.

- Des croix et calvaires : la commune est jalonnée de 10 calvaires et croix érigées pour sanctifier un lieu où se sont produits des évènements du passé[23].
  - Le calvaire dit Croaz-ar-Beg-Houarn porte une plaque commémorative en l'honneur de deux résistants FFI de l'« Amicale Violette » morts pour la France : Louis Bourdonnec, chef de section FFI (né le 15 décembre 1910, décédé le 16 août 1944) et Pierre Gourvennec, soldat FFI (né le 4 août 1923 et décédé le 17 août 1944).

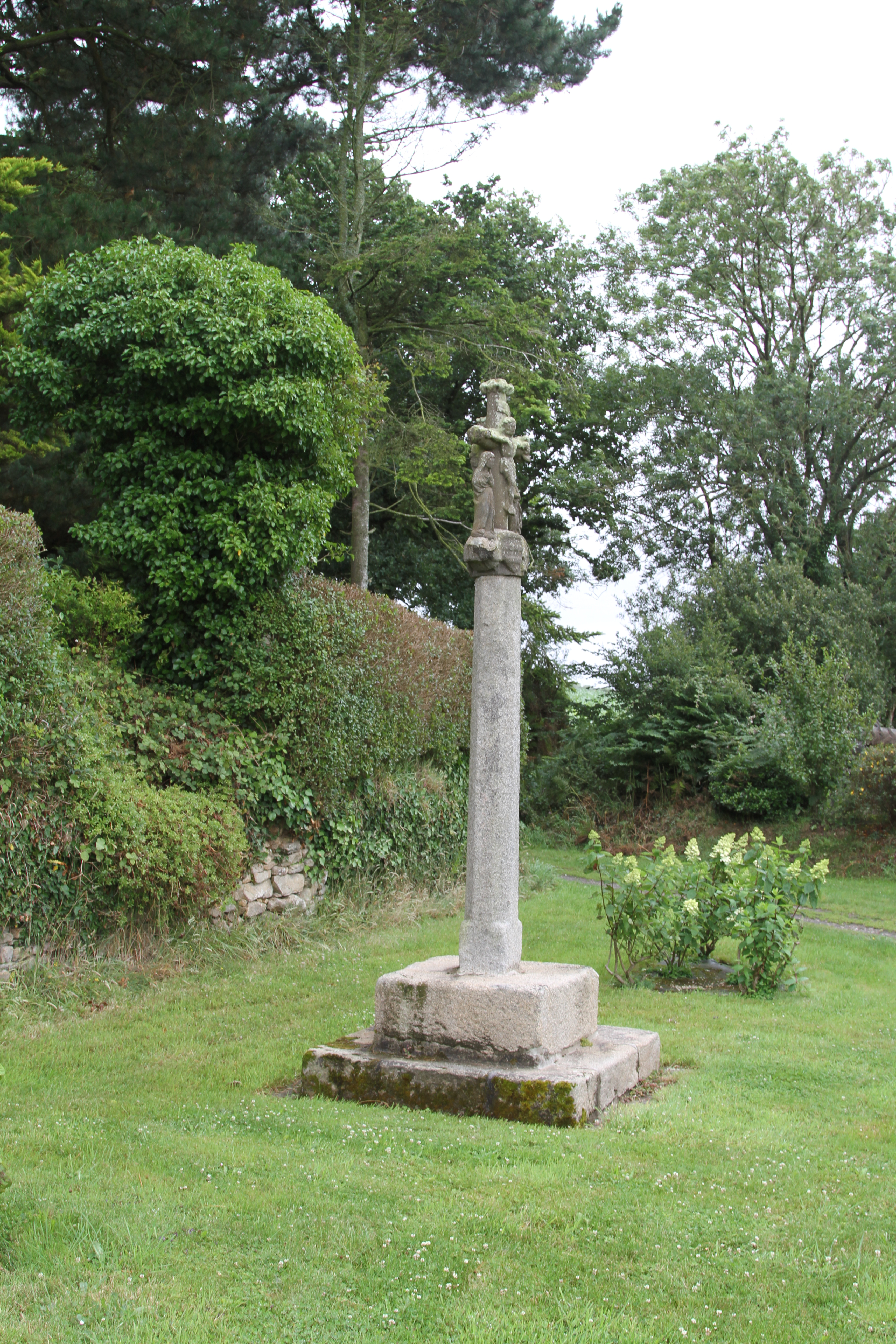
Croix de Castel-Huel (début XVe siècle).
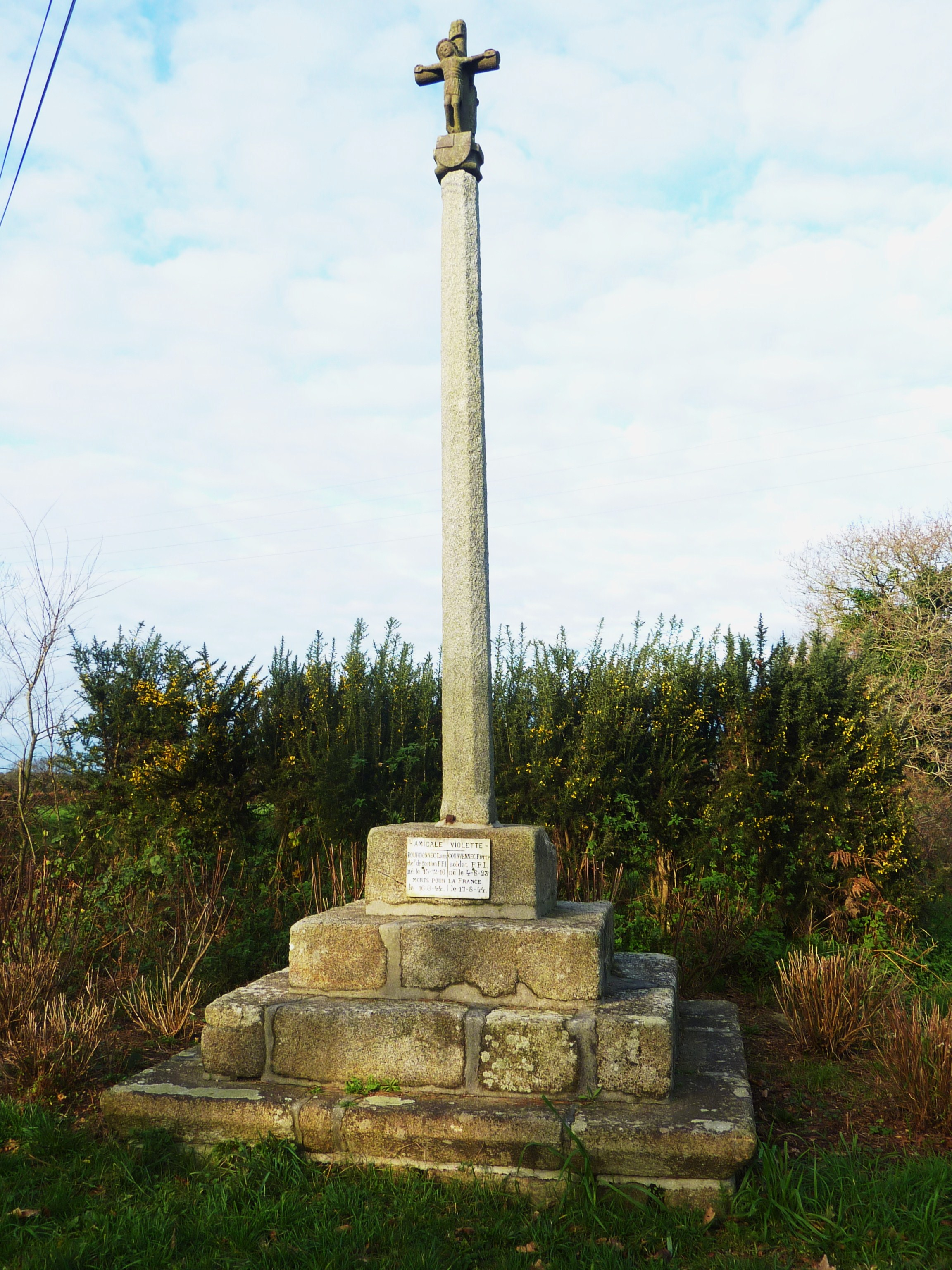
Croaz-ar-Beg-Houarn, la plaque commémorative de l'« Amicale Violette ».

- Castel Huel : motte féodale qui date probablement de l'occupation romaine et qui devient fief de la châtellenerie de Coat-Méal jusqu'à la Révolution. « Ollivier du Chastel acquit la terre de Coat-Méal en 1437 » est-il écrit sur le calvaire proche.

## Démographie
L'évolution du nombre d'habitants est connue à travers les recensements de la population effectués dans la commune depuis 1793. Pour les communes de moins de 10 000 habitants, une enquête de recensement portant sur toute la population est réalisée tous les cinq ans, les populations de référence des années intermédiaires étant quant à elles estimées par interpolation ou extrapolation. Pour la commune, le premier recensement exhaustif entrant dans le cadre du nouveau dispositif a été réalisé en 2005.
En 2022, la commune comptait 1 135 habitants, en évolution de +4,03 % par rapport à 2016 (Finistère : +2,16 %, France hors Mayotte : +2,11 %).
| 1793 | 1800 | 1806 | 1821 | 1831 | 1836 | 1841 | 1846 | 1851 |
| ---- | ---- | ---- | ---- | ---- | ---- | ---- | ---- | ---- |
| 212  | 230  | 197  | 195  | 198  | 210  | 213  | 249  | 208  |

| 1856 | 1861 | 1866 | 1872 | 1876 | 1881 | 1886 | 1891 | 1896 |
| ---- | ---- | ---- | ---- | ---- | ---- | ---- | ---- | ---- |
| 202  | 192  | 206  | 214  | 593  | 619  | 662  | 613  | 636  |

| 1901 | 1906 | 1911 | 1921 | 1926 | 1931 | 1936 | 1946 | 1954 |
| ---- | ---- | ---- | ---- | ---- | ---- | ---- | ---- | ---- |
| 633  | 612  | 607  | 533  | 567  | 558  | 503  | 524  | 504  |

| 1962 | 1968 | 1975 | 1982 | 1990 | 1999 | 2005 | 2006 | 2010  |
| ---- | ---- | ---- | ---- | ---- | ---- | ---- | ---- | ----- |
| 481  | 456  | 508  | 632  | 669  | 737  | 870  | 934  | 1 009 |

| 2015  | 2020  | 2022  | - | - | - | - | - | - |
| ----- | ----- | ----- | - | - | - | - | - | - |
| 1 091 | 1 121 | 1 135 | - | - | - | - | - | - |

## Langue bretonne
L’adhésion à la charte Ya d’ar brezhoneg a été votée par le Conseil municipal le 3 mai 2010.

## Personnalités liées à la commune
- Gabriel de Poulpiquet, maire de Coat-Méal de 1945 à 1978.

## Héraldique
| Blason de Coat-Méal | Blason  | Parti d'azur et de sinople, au calvaire d'or du lieu perronné de quatre degrés du même, maçonnés de sable et brochant sur la partition ; mantelé d'or chargé au point du chef d'une tour de sable, ouverte et ajourée d'or, et de deux mouchetures d'hermine de sable en flancs. |
| Blason de Coat-Méal | Détails | L'or et le noir sont les deux couleurs du Léon, ancien comté dont l'appartenance à la Bretagne est ici symbolisée par les hermines. Le rouge situé en bas du blason était la couleur utilisée par les familles nobles qui se sont succédé tant à kérascoët que dans les manoirs du bourg. La tour évoque le Castel Huel, jadis siège de la vicomté de Coat-Méal, bâti au sommet d'une motte figurée par la pile bleue et verte. Le calvaire rappelle les nombreux lieux sanctifiés (croix et calvaires) édifiés par les seigneurs pour commémorer les événements survenus sur la commune. Les couleurs utilisées en pointe représentent la campagne de Coat-Méal, le bleu étant pour les plans d'eau et les rivières, le jaune pour la vocation agricole (moisson), le vert pour les bois et les taillis. Conception : Bernard Le Brun Créé par la commission départementale d'héraldique en 1993. Approuvée par décision municipale du 15 novembre 1993. |